# Hethemia insecutata
Hethemia insecutata là một loài bướm đêm trong họ Geometridae.